# Garcia Mendes II de Sousa
Garcia Mendes II de Sousa, O de Eixo (1175 – 27 de fevereiro de 1239) foi um rico-homem do Reino de Portugal tendo apanhado no seu período de vida de 60 anos os reinados de D. Sancho I de Portugal, D. Afonso II de Portugal e de D. Sancho II de Portugal. Foi senhor de Vilar de Maçada, e ainda um trovador português da fase inicial da poesia medieval ibérica. A sua tumba encontra-se no Mosteiro de Alcobaça.

## Primeiros anos
Garcia era filho secundogénito de Mendo de Sousa, “o Sousão”  e de D. Maria Rodrigues Veloso, da linhagem galega dos Trava, nasceu por volta de 1175. Aparece pela primeira vez documentado na corte de D. Sancho I, assinando documentos até 1211. Por esta altura, estaria já casado com D. Elvira Gonçalves de Toronho, de uma linhagem do sul da Galiza. Manteve desta forma laços trovadorescos, já que o sogro,  Gonçalo Pais de Toronho, era provavelmente primo segundo do trovador Fernão Pais de Tamalhancos; e, segundo os Nobiliários, a tia de Elvira, Maria Pais, foi a dama por quem terá morrido de amores o trovador Pero Rodrigues da Palmeira.
Sousa por nascimento, Garcia herdou dos seus pais uma porção de terra na região do rio Vouga, onde se incluía a localidade de Eixo, onde o seu paço estaria situado e do qual teria herdado o seu cognome, e também outros bens no Entre-Douro-e-Minho e na Beira. 

## O testamento de Sancho I e o conflito sucessório

### Antecedentes: o testamento e a divergência nobiliárquica
Companheiro de armas e mordomo de Sancho I de Portugal, o irmão de Garcia e então chefe da Casa de Sousa, Gonçalo Mendes II de Sousa, foi, juntamente com Lourenço Soares de Ribadouro, Gonçalo Soares, Pedro Afonso de Ribadouro, e Martim Fernandes de Riba de Vizela, executor testamentário daquele rei. Teria de fazer valer os direitos do rei no caso de o seu testamento não se cumprisse como o mesmo havia estipulado. O infante não concordou com o testamento deixado pelo pai, no qual teria de ceder terras às suas irmãs, equiparadas a ele em título, e recusou cumpri-lo.
Desta forma, os primeiros anos do reinado do sucessor, Afonso II de Portugal, foram marcados por violentos conflitos internos entre o rei e as suas irmãs Mafalda, Teresa e Santa Sancha de Portugal, a quem Sancho legara em testamento, sob o título de rainhas, a posse dos castelos de Montemor-o-Velho, Seia e Alenquer, com as respectivas vilas, termos, alcaidarias e rendimentos. Ora, Afonso, tentando evitar a supremacia da influência dos nobres no seu governo, pretendia centralizar o seu poder, mas para isso incorria contra as irmãs e em último caso contra o testamento paterno, do qual Gonçalo ficara encarregue de defender. Este, como executor testamentário, e talvez por ter sido um grande companheiro do rei, foi o que mais agiu em defesa das últimas vontades de Sancho, empenhando-se em fazê-las cumprir e jurá-las solenemente. Assim é perfeitamente compreensível que Gonçalo tivesse defendido intensamente a posição das infantas, sobretudo nas terras onde dominava como tenente: Montemor-o-Novo, Sesimbra, Lisboa, Sintra, Torres Vedras, Abrantes e Óbidos, além das já referidas, inaugurando um período no qual os Sousas, firmes apoiantes da realeza portuguesa, se lhe opunham pela primeira vez.
Alguns dos cinco grandes nobres citados juntaram-se a ele na defesa da posição das três rainhas de Portugal: Teresa, Sancha e Mafalda. Mas alguns permaneceram do lado do rei: sabe-se que Lourenço Soares de Ribadouro se terá mantido do lado do novo rei, sendo esta posição também compreensível dado o estreito vínculo que unia a Casa de Ribadouro à Casa Real: Afonso I de Portugal fora pupilo de Egas Moniz, o Aio; e mais tarde várias damas daquela família haviam educado infantes (como o caso de Urraca Viegas de Ribadouro, tia de Lourenço, que educara a Rainha Mafalda).

### O conflito
A posição de Gonçalo e dos Sousas teve consequências imediatasː aquele foi retirado do cargo de mordomo, e a sua hegemonia na corte viu também um fim, sendo afastado. Na mordomia é substituído por Martim Fernandes, um dos executores testamenteiros que, como se pode depreender, terá ficado do lado do rei, como Lourenço Soares. Despeitado, e talvez até então receoso de se opor ao rei, Gonçalo encontrou neste ato a justificação para se assumir abertamente como dedicado defensor dos direitos das infantas irmãs do rei, e como acérrimo inimigo da política centralizadora de Afonso II.
No ano seguinte, em 1212, Afonso II intimou as irmãs para que que lhe fizessem restituição das terras herdadas. Em respostas, as três infantas-rainhas, Teresa, Sancha e Mafalda, recolheram-se ao fortíssimo e quase inexpugnável castelo de Montemor-o-Velho, que era da primeira e estava guardado por Gonçalo. As tropas reais, sob comando de Martim Anes de Riba de Vizela, foram obrigadas a atravessar terrenos pantanosos no caminho de Coimbra sobre Montemor, sendo pressionadas a tal por Gonçalo e as hostes das infantas. Foi uma batalha travada junto a esses pântanos, uma vez que durante a batalha, Gonçalo constrangia Martim Anes a manter-se no pântano enquanto lutava, tendo Martim provavelmente falecido exangue devido às sanguessugas que o atacaram.
Este conflito seria resolvido com intervenção do Papa Inocêncio III; o rei indemnizaria as infantas com uma soma considerável de dinheiro, e a guarnição dos castelos foi confiada a cavaleiros templários, mas era o rei que exercia as funções soberanas sobre as terras e não as infantas. Porém os Sousas seriam renegados durante todo o reinado, e assim sendo saíram de Portugal, refugiando-se em outras cortes peninsulares. Gonçalo nunca chegaria a gozar de influência na corte de Afonso II.
É possível que Garcia se tenha reunido com o irmão em Leão ou tenha mesmo seguido para Aragão, acompanhando o infante Pedro Sanches, irmão do rei. Uma outra possibilidade é que tenha permanecido nos domínios da esposa, Elvira, com quem estaria casado pelo menos desde 1211. 

## O florescer da corte sousã

### Regresso
A morte prematura de Afonso II em 1223 permitiu o regresso dos Sousas, aproveitando a menoridade de Sancho II de Portugal para readquirirem influência. De facto, no assento da demanda entre as infantas e a coroa, estabelecida em 1223, reinando já Sancho II, e com a qual afirmava a infanta-rainha Mafalda que o castelo de Montemor poderia ser entregue a oito fidalgos, entre eles Gonçalo Mendes. Este no entretanto herdara várias tenências do cunhado.
Garcia, no entanto, regressara mais cedo, pois entre 1217 e 1224 figura já na documentação curial, testemunhando, naquele ano de 1217, o acordo entre Afonso e as irmãs.
Há, por volta de 1230, notícias de uma doação, em conjunto com a sua esposa, ao Mosteiro de Santa Maria de Salzedas. Com a morte de Afonso II, volta a afastar-se da corte, evitando os conflitos nobiliárquicos que marcaram o período de menoridade de Sancho II. Morre a 27 de fevereiro de 1239, sendo sepultado no panteão dos Sousa, no Mosteiro de Alcobaça, onde se juntaria a sua viúva, alguns anos depois.

### O patrocínio da cultura
A família de Sousa seria a maior patrocinadora da trovadorismo, e o próprio Garcia estava ligado a variados trovadoresː ele próprio, os seus filhos Gonçalo Garcia e Fernão Garcia, e um genro de Gonçalo Mendes, Afonso Lopes de Baião. O trovador D. Abril confirma uma doação do chefe da família, que ainda arma cavaleiro Gonçalo Gomes de Briteiros, irmão do trovador Rui Gomes de Briteiros.
O ambiente geralmente régio em que se centrava esta atividade deparava-se em Portugal com um ambiente mais senhorial, que era o que de facto recebia e fazia florescer o trovadorismo, na língua vernácula (galego-português), em oposição à preferência da cúria régia pelo latim tradicional que continuava a manifestar-se em documentos desta proveniência.

#### Obra
A sua única cantiga, Alá u nazq la Torona, conhecida foi provavelmente composta durante o período em que esteve exilado em Toronho. A composição está redigida em occitano, afastando-se da lírica galego-portuguesa, e parece ser de difícil leitura, uma vez que a cópia que sobreviveu até aos dias de hoje (no Cancioneiro Colocci-Brancuti) encontra-se bastante desfigurada. Para além disso o género (amor, amigo ou escárnio) a que pertence também não é claro; com efeito, assemelha-se a uma cantiga de saudade, em que Garcia lembra com este sentimento as suas terras de origem (Sousa), à qual se prepararia para regressar.

## Morte e posteridade
Garcia faleceu a 27 de fevereiro de 1239, tendo sido sepultado na abadia de Alcobaça.. O seu sobrinho, Mem Gonçalves, filho de Gonçalo Mendes, falecera antes do pai, pelo que, até à sua própria morte, fora ele o herdeiro dos desígnios da Casa de Sousa. Tal não chegou a acontecer, pois precedeu o irmão na morteː a 25 de abril de 1243, Gonçalo falece, e fez-se sepultar junto a Garcia no abadia de Alcobaça.. Foram os próprios filhos de Garcia que herdaram a chefia da família.

## Descendência

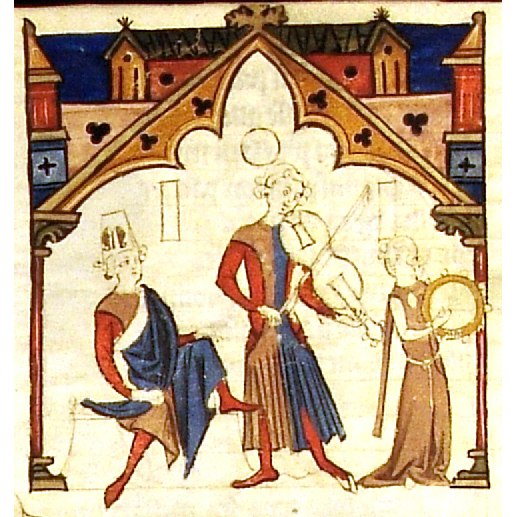
Trovadores, representados no Cancioneiro da Ajuda.

Garcia casou com Elvira Gonçalves de Toronho, filha de Gonçalo Pais de Toronho  e de Ximena Pais da Maia, de quem teve:
- D. Mem Garcia de Sousa, casou com Teresa Anes de Lima, filha de João Fernandes de Lima "o Bom"  e de D. Maria Pais Ribeira, "a Ribeirinha",
- D. João Garcia de Sousa, “O Pinto”, senhor de Alegrete (1220 -?) casou com Urraca Fernandes de Lumiares, filha de Fernão Pires de Lumiares  e de D. Urraca Vasques de Bragança
- D. Gonçalo Garcia de Sousa (1215 -1284), trovador e herdeiro da chefia da família (por parte do tio) casou em 1273, em Santarém com  Leonor Afonso, (c. 1215 - 1259), filha bastarda do rei D. Afonso III de Portugal.
- D. Fernão Garcia de Sousa, O Esgaravunha, trovador, casou com Urraca Abril de Lumiares
- D. Maria Garcia de Sousa (antes de 1220 - depois de 1258), mencionada nas Inquirições Gerais de 1220 e 1258, foi barregã do infante Gil Sanches de Portugal
- D. Pedro Garcia de Sousa,
- D. Sancho Garcia de Sousa